# Woodiphora multinevra
Woodiphora multinevra är en tvåvingeart som beskrevs av Ronald Henry Lambert Disney 1989. Woodiphora multinevra ingår i släktet Woodiphora och familjen puckelflugor. Inga underarter finns listade i Catalogue of Life.